# Hein Buisman Stichting
De Hein Buisman Stichting is een stichting uit de stad Harlingen. Ze heeft als doel "het oude stadsschoon van de gemeente Harlingen zo veel mogelijk zeker te stellen".

## Geschiedenis
In 1961 werd de monumentenwet van kracht en meer dan 500 oude Harlinger gebouwen waren op de rijkslijst van beschermde monumenten geplaatst, het bekleedde daarmee landelijk de elfde plaats en het was de eerste monumentenstad in Friesland. Ondanks de vele monumenten zagen veel panden er niet goed uit. Ze waren deels vervallen of verpauperd. Er moest wat gebeuren vond de uit Leeuwarden afkomstige Hein Buisman, het beleid van de overheid richtte zich vooral op kastelen, kerken en molens. Hein Buisman kocht panden op en liet ze opknappen. Hij koos niet alleen voor de opvallende panden, maar ook voor de kleinere die toch mede het straatbeeld bepaalden. Hein Buisman wilde deze panden in een stichting onderbrengen, maar overleed op 23 september 1963 op 59-jarige leeftijd. Zijn familie zetten zijn plannen in samenwerking met het voorlopige bestuur door. Op 4 september 1964 werd de Stichting Oud Harlingen opgericht, welke op 11 januari 1965 haar naam veranderde in Hein Buisman Stichting. De Hein Buisman Stichting is tot op de dag van vandaag actief en heeft inmiddels al meer dan 70 historische panden gerestaureerd.

## Doelstelling
De stichting omschrijft haar doelstelling als volgende:
- Historisch of cultuurhistorisch belangrijke panden in de Gemeente Harlingen in eigendom te verwerven en eventueel de eigendom te vervreemden indien voldoende vast staat dat daardoor het in stand houden van het karakter van het pand zo veel mogelijk bevorderd wordt;
- restauraties van historisch of cultuurhistorisch belangrijke panden, eigendom van de stichting of anderen, te bevorderen;
- het bestemmen van dergelijke panden tot monumenten door de overheid of anderen te bevorderen en de naleving daarvan te doe eerbiedigen en
- alle wettige middelen welke bevorderlijk zijn voor het doel der stichting